# Los Chankas (distrito)
O Distrito peruano de Los Chankas é um dos oito distritos que formam a Província de Chincheros, situada no Apurímac, pertencente à Região Apurímac, no Peru.

## Transporte
O distrito de Los Chankas é servido pela seguinte rodovia:
- PE-3S, que liga o distrito de La Oroya à Ponte Desaguadero (Fronteira Bolívia-Peru) — e a rodovia boliviana Ruta 1 — no distrito de Desaguadero (Região de Puno).[2][3][4]